# Kasper Risgård
Kasper Winde Risgård (Aalborg, 4 gennaio 1983) è un ex calciatore danese, di ruolo centrocampista.

## Palmarès

### Club

#### Competizioni nazionali
- Campionato danese: 2

Aalborg: 2007-2008, 2013-2014
- Coppa di Danimarca: 1

Aalborg: 2013-2014